# Matthias von Lutzerath
Matthias von Lutzerath OSB († nach 1542 in Dreis) war ein deutscher Abt in der Reichsabtei Echternach.

## Leben
Matthias von Lutzerath wurde nach dem 3. Mai 1539 vom Konvent des Benediktinerklosters Echternach mit einer mehrheitlichen Anzahl an Stimmen zum 56. Abt gewählt. Jedoch wurde diese Wahl von einem der beteiligten Mönche, ohne das dafür die Gründe bekannt wurden, bis zur höchsten Instanz bestritten. Nachdem sich Kaiser Karl V. zugunsten Godefried von Aspremont entschieden hatte, der 57. Abt in Echternach wurde, musste M. v. Lutzerath aus dem Kloster fliehen. Wenige Jahre später starb er 1543 auf einem Gut des Klosters in Dreis in der Eifel an der Pest.